# Pseudophycis barbata
Pseudophycis barbata en havslevande medlem av familjen djuphavstorskfiskar som finns kring Australien och Nya Zeeland.

## Utseende
En ljust röd till ljusbrun fisk med ljusare buksida. Stjärt-, anal- och de två (nästan sammanvuxna) ryggfenorna har mörka kanter. Längden kan nå upp till 63 cm.

## Vanor
En bottenfisk som föredrar hårda bottnar, gärna med nakna klippor, ner till ett djup av 300 m. I åtminstone Nya Zeeland är den vanlig i flodmynningarnas brackvatten. Födan består framför allt av bottenlevande kräftdjur.

## Kommersiell användning
Arten fiskas kommersiellt kring Nya Zeeland och i mindre grad vid Tasmanien.

## Utbredning
Utbredningsområdet omfattar farvattnen kring Nya Zeeland och Australien från Sydney till Perth; mindre vanlig, dock, i de västra delarna.